# Градов, Юрий Михайлович
Юрий Михайлович Градов (род. 29 июня 1934, Череповец) — белорусский архитектор. Заслуженный архитектор Белорусской ССР (1979). Лауреат Ленинской премии в области архитектуры.

## Биография
Родился в 1934 в Череповце Вологодской области. В 1958 году окончил Московский архитектурный институт, а с 1960 года живёт и работает в Минске.
С 1960 по 1993 был сотрудником института «Минскпроект».

## Творчество
Творчество Ю. М. Градова определяется многогранностью: объекты жилого общественного назначения, монументально-декоративного искусства, ландшафтный дизайн.
Работал в содружестве со скульпторами и архитекторами (А. Аникейчиком, В. Жбановым, Л. Левиным и др.).
Основные работы: мемориальный ансамбль «Хатынь» (1968—1969), «Катюша», ансамбль «Звездочёт» на площади Звезд в историческом центре Могилёва (2004).